# Bad Boy Bubby
Pour les articles homonymes, voir Bad Boy.
Pour plus de détails, voir Fiche technique et Distribution.
Bad Boy Bubby est une comédie noire italiano-australienne écrite, produite et réalisé par Rolf de Heer, sortie en 1993.

## Synopsis
Bubby a trente-cinq ans, il vit dans un taudis avec pour seule compagnie sa mère, une mégère qui, au gré de son humeur le bat, lui fait à manger ou lui fait l'amour, et son chat qu'il martyrise.
Son petit univers est totalement bouleversé lorsque son alcoolique de père réapparaît.
Après trente-cinq ans passés dans une chambre austère, Bubby sera amené à découvrir le monde extérieur.

## Fiche technique
- Titre original : Bad Boy Bubby
- Réalisation : Rolf de Heer
- Scénario : Rolf de Heer
- Direction artistique : Mark Abbott
- Décors : Tim Nicholls
- Costumes : Beverly Freeman
- Photographie : Ian Jones
- Montage : Suresh Ayyar
- Musique : Graham Tardif
- Production : Rolf de Heer, Giorgio Draskovic et Domenico Procacci
- Sociétés de production : South Australian Film Corporation ; Australian Film Finance Corporation, Bubby et Fandango (coproductions)
- Sociétés de distribution : Roadshow Entertainment (Australie) ; A.B.I. Films (France)
- Budget : 750 000 dollars américains[réf. nécessaire] (550 500 euros)
- Pays d'origine : Australie, Italie
- Langue originale : anglais
- Format : couleur - 2,35:1 - Dolby - 35 mm
- Genre : comédie noire
- Durée : 114 minutes
- Dates de sortie :
  - Italie : septembre 1993 (Mostra de Venise)
  - Australie : 28 juillet 1994
  - France : 1er novembre 1995
- Film interdit aux moins de 12 ans lors de sa sortie en France
- Sortie vidéo : DVD + BLU-RAY le 3 juin 2016 chez l'éditeur Seven7 (uniquement en VOstFR)

## Distribution
- Nicholas Hope : Bubby
- Claire Benito : Mam
- Ralph Cotterill : Pop
- Carmel Johnson : Angel
- Syd Brisbane : Yobbo
- Nikki Price : la femme qui hurle
- Norman Kaye : le scientifique
- Paul Philpot : Paul
- Peter Monaghan : Steve
- Natalie Carr : Cherie the Salvo
- Rachael Huddy : Rachael
- Bridget Walters : la mère d'Angel
- Ullie Birve : la femme en robe
- Audine Leith : Fondled Salvo
- Lucia Mastrantone : la livreuse de pizza

## Autour du film
- Le tournage s'est déroulé du 16 novembre 1992 au 30 janvier 1993 à Adélaïde, Outer Harbor, Port Adelaide, Semaphore, Thebarton et Torrens Island Power Station, en Australie.
- Dans le but de donner un cachet plus expérimental au film, 32 directeurs de la photographie se sont succédé sur le tournage, à raison d'un chef opérateur différent pour chaque nouveau lieu que Bubby découvrait.
- Une bonne partie de la piste son fut enregistrée à l'aide de deux microphones binauraux cachés dans les oreilles de l'acteur Nicholas Hope.

## Distinctions
- Prix spécial du jury, lors de la Mostra de Venise en 1993.
- Prix du meilleur réalisateur, meilleur scénario, meilleur montage et meilleur acteur pour Nicholas Hope, lors des Australian Film Institute Awards en 1994.
- Prix du meilleur réalisateur, lors du Festival international du film de Seattle en 1994.
- Prix du public, lors du Festival du film d'aventures de Valenciennes en 1995.